# Campostoma oligolepis
A Campostoma oligolepis  a csontos halak (Osteichthyes) főosztályának sugarasúszójú halak (Actinopterygii)  osztályába, a pontyalakúak (Cypriniformes) rendjébe, a pontyfélék (Cyprinidae) családjába tartozó faj.

## Előfordulása
Észak-Amerika területén honos. A természetes élőhelye édesvizű tavak, folyók és patakok.

## Megjelenése
Átlagos testhossza 12 centiméter.